# Konrad Zuse

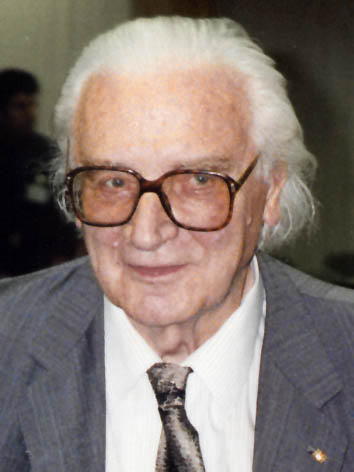
Konrad Zuse (1992)

Konrad Zuse (Berlino, 22 giugno 1910 – Hünfeld, 18 dicembre 1995) è stato un informatico e ingegnere tedesco, considerato come l'inventore del computer moderno.

## Biografia

Firma di Konrad Zuse

Nei difficili anni della Repubblica di Weimar Zuse si mantenne agli studi vendendo propri quadri in stile futurista secondo la tendenza dell'epoca; coltivò poi la pittura come hobby per tutta la vita. Divenuto giovane ingegnere aeronautico, avrebbe voluto affermarsi come progettista, approfittando del grande sviluppo dell'aviazione militare tedesca legato all'ascesa del nazismo. Iniziò ad interessarsi all'informatica per poter eseguire in fretta e senza fatica i molti e complessi calcoli necessari per la progettazione dei velivoli. Fu così che Zuse intraprese nel 1936 la progettazione e la costruzione di una macchina in grado di eseguire calcoli velocemente, ma dotata di una certa versatilità d'uso.
Il prototipo dello Z1 venne costruito in casa dei genitori, che lo aiutarono economicamente, pur non vedendo di buon occhio questa sua nuova iniziativa. La prima macchina di Konrad Zuse presentava una struttura già molto simile a quella dei moderni computer: era programmabile, dotata di memoria e di un'autonoma unità di calcolo in virgola mobile basata sul sistema binario. Inoltre lo "Z1" funzionava ad una velocità di clock generata da un motore elettrico, regolabile manualmente con un potenziometro da un minimo di circa 0,3 cicli al secondo fino al massimo di 1 hertz, cioè un ciclo di calcolo al secondo.
Le istruzioni venivano immesse tramite un nastro di celluloide perforato simile ad una pellicola cinematografica da 35 mm, sul quale venivano poi scritte anche le risposte del calcolatore. La macchina di Zuse utilizzava la tecnologia elettromeccanica disponibile negli anni trenta, ed era basata su un originale sistema di memorie meccaniche costituite da piastrine metalliche scorrevoli sovrapposte e dotate di incastri a geometria variabile (sistema che Zuse brevettò nel 1936) azionate da un motore elettrico, che la rendevano simile nell'aspetto e nel suono prodotto ad una specie di grosso centralino telefonico poggiato su tavolo, anziché in verticale. Zuse la denominò inizialmente "V1", dove "V" è l'iniziale in tedesco di "Modello Sperimentale". Successivamente per non creare confusione con i famosi razzi di Von Braun, Zuse denominò la macchina "Z1", dall'iniziale del proprio nome.
Tuttavia nonostante la genialità del progetto, la natura meccanica dei componenti determinava talvolta dei malfunzionamenti della macchina. Fu per questo che in seguito durante la seconda guerra mondiale Zuse iniziò ad utilizzare i relè, dapprima solo per le unità di calcolo della macchina Z2 (1938-1939), e successivamente per tutti i componenti della macchina Z3 (1939-1941).
Il calcolatore "Z1", completato da Zuse nel 1938, deve essere considerato in assoluto come il primo computer moderno, avendo anticipato di alcuni anni il Colossus, realizzato nel 1944 dal geniale matematico inglese Alan Turing per la decifrazione dei messaggi prodotti dalla macchina Enigma, usata dalle forze armate tedesche per le comunicazioni militari durante la seconda guerra mondiale, nonché i primi enormi calcolatori programmabili a valvole prodotti in Inghilterra e negli Stati Uniti nella seconda metà degli anni quaranta. A Konrad Zuse si deve anche l'invenzione del primo linguaggio di programmazione della storia, ideato per fornire le istruzioni allo "Z1": il Plankalkül. Negli anni seguenti e soprattutto nel secondo dopoguerra Zuse proseguì i suoi studi realizzando macchine sempre più avanzate e perfezionate, e fondando una propria impresa di produzione di computer, la "Zuse KG", che ebbe un grande successo commerciale fino agli anni settanta.
Konrad Zuse venne insignito di molti prestigiosi premi scientifici internazionali, e gli vennero conferite molte lauree honoris causa dalle più importanti università del mondo. In Germania gli sono state intitolate molte strade, e persino una scuola porta il suo nome. Oggi molte delle sue macchine, originali o ricostruite da Zuse stesso negli anni ottanta come la Z1, sono conservate nel Museo della Tecnica di Berlino. Konrad Zuse scomparve nel 1995, ed il figlio maggiore Hörst, insigne professore di informatica, ne onora ancora oggi la memoria avendo dedicato alla vita ed al lavoro del padre un interessante sito internet, nel quale è possibile anche ammirare in fotografia alcune delle opere artistiche di Zuse, che vennero esposte in diverse importanti mostre. Il convegno internazionale di Informatica del 1998 riconobbe a Konrad Zuse con il suo "Z1" il ruolo di inventore del primo computer programmabile "funzionante" della storia.